# Banc de Crèdit Industrial
El Banc de Crèdit Industrial fou una entitat financera constituïda a Madrid en 1920 i que funcionà fins al 3 de maig de 1991 es va fusionar amb cinc entitats més per constituir Argentaria.

## Història
Fou constituït en 1920 a proposta d'Antoni Maura i Santiago Alba Bonifaz amb el suport de Francesc Cambó, amb la finalitat explícita d'impulsar, mitjançant la concessió de crèdits a llarg termini, la instal·lació de noves indústries i consolidar les ja existents. Un total de 91 bancs i 25 empreses industrials recolzaren el projecte, mentre l'Estat va contribuir amb el 80% del seu finançament. Entre aquests bancs estava el Banco Urquijo. El capital havia de ser totalment espanyol i en fou nomenat primer president Claudi López i Bru, segon marquès de Comillas. Durant la Dictadura de Primo de Rivera el banc es va expandir amb el creixement de la producció industrial, de manera que en 1931 la xifra de préstecs superava en un 7% el de la banca privada.
Va decaure durant la crisi industrial provocada per la Segona República Espanyola, la guerra civil espanyola i l'autarquia dels primers anys del franquisme, de manera que fins a 1957 no tornaria a assolir el pes en el sistema de crèdits que tenia en 1931. En 1941 l'Estat va augmentar la seva participació en els bancs i el 1946 va desplaçar al seu director, Estanislao de Urquijo y Ussía, marquès d'Urquijo.
Va ser nacionalitzat pel decret llei 29/1962 i es va convertir ena entitat de dret públic dependent de l'Instituto Oficial de Crédito a Medio y Largo Plazo (després Instituto de Crédito Oficial). Esdevingué un puntal de la industrialització accelerada pel Plan de Desarrollo. Tanmateix l'esclat del cas Matesa en 1969 el va afectar greument i va començar a perdre protagonisme. La llei 13 de 1971 el va convertir en societat anònima i el 1982 es va incorporar la cartera naval del Banc de Crèdit a la Construcció, incrementant el pes en el balanç el finançament al sector naval i a la reconversió industrial. Tanmateix, des de 1986 començà la seva expansió cap al mercat comercial.
El 8 de maig de 1991 es va fusionar amb el Banco Exterior de España, i ambdós foren els puntals de la nova Corporación Bancaria de España, S. A., que canvià el seu nom pel d'Argentaria.